# Lista de municípios de Mato Grosso do Sul por PIB per capita (2008)
Lista do PIB nominal de Mato Grosso do Sul por município divulgado pelo IBGE (dados de 2008).
Relação do PIB per capita dos municípios.
| Posição | Município                  | PIB per capita (R$) |
| ------- | -------------------------- | ------------------- |
| 1º      | Chapadão do Sul            | 31.017,14           |
| 2º      | Corumbá                    | 28.693,20           |
| 3º      | São Gabriel do Oeste       | 23.479,39           |
| 4º      | Aral Moreira               | 22.522,51           |
| 5º      | Maracaju                   | 21.932,53           |
| 6º      | Rio Brilhante              | 21.383,18           |
| 7º      | Costa Rica                 | 21.109,16           |
| 8º      | Ribas do Rio Pardo         | 20.371,53           |
| 9º      | Água Clara                 | 20.264,14           |
| 10º     | Alcinópolis                | 19.158,95           |
| 11º     | Santa Rita do Pardo        | 18.874,36           |
| 12º     | Nova Alvorada do Sul       | 18.253,25           |
| 13º     | Inocência                  | 17.608,42           |
| 14º     | Laguna Carapã              | 17.221,18           |
| 15º     | Sonora                     | 17.211,11           |
| 16º     | Três Lagoas                | 17.135,71           |
| 17º     | Jateí                      | 16.799,54           |
| 18º     | Aparecida do Taboado       | 16.065,46           |
| 19º     | Bataguassu                 | 15.853,86           |
| 20º     | Bandeirantes               | 15.486,98           |
| 21º     | Dourados                   | 15.309,43           |
| 22º     | Brasilândia                | 15.108,73           |
| 23º     | Camapuã                    | 14.895,36           |
| 24º     | Sidrolândia                | 14.673,61           |
| 25º     | Corguinho                  | 14.618,74           |
| 26º     | Mato Grosso do Sul (média) | 14.188,41           |
| 27º     | Campo Grande               | 14.001,93           |
| 28º     | Jaraguari                  | 14.001,70           |
| 29º     | Figueirão                  | 13.815,66           |
| 30º     | Bodoquena                  | 13.586,10           |
| 31º     | Naviraí                    | 13.470,59           |
| 32º     | Batayporã                  | 13.419,41           |
| 33º     | Nova Andradina             | 13.284,77           |
| 34º     | Taquarussu                 | 13.171,52           |
| 35º     | Caarapó                    | 13.081,36           |
| 36º     | Caracol                    | 13.074,83           |
| 37º     | Pedro Gomes                | 13.038,95           |
| 38º     | Iguatemi                   | 12.994,72           |
| 39º     | Selvíria                   | 12.814,19           |
| 40º     | Porto Murtinho             | 12.710,00           |
| 41º     | Rochedo                    | 12.562,82           |
| 42º     | Angélica                   | 12.225,89           |
| 43º     | Paranaíba                  | 12.058,09           |
| 44º     | Itaporã                    | 11.821,84           |
| 45º     | Coxim                      | 11.441,22           |
| 46º     | Anaurilândia               | 10.999,06           |
| 47º     | Rio Verde de Mato Grosso   | 10.975,37           |
| 48º     | Eldorado                   | 10.943,44           |
| 49º     | Bonito                     | 10.924,53           |
| 50º     | Terenos                    | 10.450,47           |
| 51º     | Antônio João               | 10.069,66           |
| 52º     | Cassilândia                | 9.852,38            |
| 53º     | Juti                       | 9.847,09            |
| 54º     | Nioaque                    | 9.775,58            |
| 55º     | Ponta Porã                 | 9.738,50            |
| 56º     | Amambaí                    | 9.676,37            |
| 57º     | Rio Negro                  | 9.572,68            |
| 58º     | Novo Horizonte do Sul      | 9.566,70            |
| 59º     | Itaquiraí                  | 9.482,47            |
| 60º     | Mundo Novo                 | 9.388,54            |
| 61º     | Tacuru                     | 9.353,22            |
| 62º     | Fátima do Sul              | 9.192,07            |
| 63º     | Douradina                  | 9.172,63            |
| 64º     | Bela Vista                 | 9.031,49            |
| 65º     | Ivinhema                   | 8.989,65            |
| 66º     | Dois Irmãos do Buriti      | 8.967,97            |
| 67º     | Anastácio                  | 8.875,56            |
| 68º     | Guia Lopes da Laguna       | 8.523,55            |
| 69º     | Aquidauana                 | 8.622,02            |
| 70º     | Deodápolis                 | 8.541,87            |
| 71º     | Miranda                    | 8.359,76            |
| 72º     | Glória de Dourados         | 8.295,86            |
| 73º     | Jardim                     | 8.157,22            |
| 74º     | Vicentina                  | 8.104,03            |
| 75º     | Sete Quedas                | 7.835,04            |
| 76º     | Paranhos                   | 5.998,84            |
| 77º     | Ladário                    | 5.924,19            |
| 78º     | Coronel Sapucaia           | 5.864,31            |
| 79º     | Japorã                     | 4.667,86            |
| 80º     | Paraíso das Águas          | -                   |